# Antônio Rodrigues Veloso de Oliveira
Antônio Rodrigues Veloso de Oliveira (São Paulo, c. 1750 — 11 de marzo de 1824) fue un estadista, jurista y político brasileño. 

## Biografía
Nacido en São Paulo (SP), hacia el año 1750, se formó en Derecho por la Universidad de Coímbra, yendo a ejercer la magistratura en la isla de Madeira. Falleció en Río de Janeiro, el 11 de marzo de 1824.

## Trayectoria
Fue Canciller de Relación del Maranhão en su institución; Desembargador do Paço; Diputado de la Mesa de Conciencia y Órdenes; Juez Conservador de la Nación Británica en todo el distrito de la Casa de Suplicação de Brasil; Primer Diputado de la Junta de la Administración de Hacienda, en la Capitanía del Maranhão; Diputado de la Asamblea Constituyente; Comendador de la Orden de Cristo.
Autor de la Memoria sobre el mejoramiento de la Provincia de São Paulo, aplicable en gran medida a las otras Provincias de Brasil. Esa obra fue presentada a D. João VI, cuando era Regente, en 1810, y publicada por el autor en 1822."